# Evelyn (hoorspel)
Evelyn is een hoorspel van Rhys Adrian. Het werd op 24 oktober 1969 door de BBC uitgezonden en op 16 juni 1970 door de Westdeutscher Rundfunk. Het werd bekroond met de Prix Italia 1970. De TROS zond het uit, in een vertaling van Hans Karsenbarg, op woensdag 18 januari 1978, van 23:00 uur tot 23:44 uur (met een herhaling op zondag 15 juli 1990). De regisseur was Harry Bronk.

## Rolbezetting
- Kees Brusse (hij)
- Barbara Hoffman (zij)

## Inhoud
Hij houdt van haar en zij houdt van hem, en beiden zijn gelukkig met elkaar - maar altijd enkel op dinsdag, want de maandag is reeds voor John gereserveerd. Dan zijn daar nog Ronny, de ex-minnaar en Harry, die met haar naar het theater gaat, alvorens hij bij haar komt. En ten slotte is er ook nog haar echtgenoot... en Frank, de student die haar bij het behangen van de woning helpt. Wie zal er nog aan twijfelen dat ze werkelijk van hem houdt?